# Juan Sebastián Rodríguez
Juan Sebastián Rodríguez López (Santo Domingo, Ecuador; 27 de marzo de 2006) es un futbolista ecuatoriano. Juega como centrocampista y su equipo actual es el Clube Desportivo de Tondela de la Primeira Liga de Portugal.

## Trayectoria
Comenzó en varios equipo de su ciudad, uno de ellos el Club Deportivo Chichos Colorados y también en el Colorados Jaipadida Sporting Club.
Empezó en las categorías juveniles del equipo albo desde los 10 años, en 2021 logró el título de campeón en la categoría sub-16 y en la temporada 2023 fue uno de los principales jugadores del equipo sub-17 que también ganó la final de la categoría. En julio de 2024 extendió su vínculo con el club hasta 2028, empezó a ser considerado dentro de la convocatoria para partidos del equipo de primera a mitad de la temporada 2024, bajo el mando de Pablo Sánchez, quien lo convocó en seis partidos previo a su debut, tres en el torneo local ante Macará, Cumbayá Fútbol Club y Aucas y otros tres en la Copa Sudamericana 2024 frente a Always Ready y Lanús; su primer partido oficial con Liga en la Serie A de Ecuador fue el 25 de agosto ante Libertad Fútbol Club en el estadio Rodrigo Paz Delgado, el marcador final fue victoria 3-0, entró al cambio al minuto 71 por Madison Julio.
El 23 de julio de 2025 fue anunciado por el Clube Desportivo de Tondela de la Primera División de Portugal, a préstamo por una temporada.

## Selección nacional

### Categorías inferiores
Fue convocado para jugar el Sudamericano Sub-17 2023 y posteriormente el Mundial Sub-17 2023. El 5 de enero de 2025 se anunció su convocatoria para disputar el Campeonato Sudamericano Sub-20 en Venezuela.

#### Participaciones en Sudamericanos
| Campeonato                  | Sede      | Resultado    | Partidos | Goles |
| --------------------------- | --------- | ------------ | -------- | ----- |
| Sudamericano Sub-17 de 2023 | Ecuador   | Subcampeón   | 8        | 1     |
| Sudamericano Sub-20 de 2025 | Venezuela | Primera fase | 4        | 0     |

#### Participaciones en Copas del Mundo
| Campeonato                  | Sede      | Resultado        | Partidos | Goles |
| --------------------------- | --------- | ---------------- | -------- | ----- |
| Copa Mundial Sub-17 de 2023 | Indonesia | Octavos de final | 4        | 0     |

## Estadísticas

### Clubes
Actualizado al último partido disputado el 17 de agosto de 2025.
| Club                                   | Div.          | Temporada     | Liga  | Liga  | Liga   | Copas nacionales | Copas nacionales | Copas nacionales | Copas internacionales | Copas internacionales | Copas internacionales | Total | Total | Total  |
| Club                                   | Div.          | Temporada     | Part. | Goles | Asist. | Part.            | Goles            | Asist.           | Part.                 | Goles                 | Asist.                | Part. | Goles | Asist. |
| -------------------------------------- | ------------- | ------------- | ----- | ----- | ------ | ---------------- | ---------------- | ---------------- | --------------------- | --------------------- | --------------------- | ----- | ----- | ------ |
| Liga Deportiva Universitaria · Ecuador | 1.ª           | 2024          | 7     | 0     | 0      | —                | —                | —                | 0                     | 0                     | 0                     | 7     | 0     | 0      |
| Liga Deportiva Universitaria · Ecuador | 1.ª           | 2025          | 1     | 0     | 0      | 0                | 0                | 0                | 0                     | 0                     | 0                     | 1     | 0     | 0      |
| Liga Deportiva Universitaria · Ecuador | Total club    | Total club    | 8     | 0     | 0      | 0                | 0                | 0                | 0                     | 0                     | 0                     | 8     | 0     | 0      |
| C. D. Tondela Portugal                 | 1.ª           | 2025-26       | 2     | 0     | 0      | 0                | 0                | 0                | —                     | —                     | —                     | 2     | 0     | 0      |
| C. D. Tondela Portugal                 | Total club    | Total club    | 2     | 0     | 0      | 0                | 0                | 0                | 0                     | 0                     | 0                     | 2     | 0     | 0      |
| Total carrera                          | Total carrera | Total carrera | 10    | 0     | 0      | 0                | 0                | 0                | 0                     | 0                     | 0                     | 10    | 0     | 0      |

## Palmarés

### Campeonatos nacionales
| Título               | Club                         | Año  |
| -------------------- | ---------------------------- | ---- |
| Serie A de Ecuador   | Liga Deportiva Universitaria | 2024 |
| Supercopa de Ecuador | Liga Deportiva Universitaria | 2025 |